# Juan Manuel Pulleiro
Juan Manuel Pulleiro (1961) es un militar retirado y político argentino que supo desempeñarse como Ministro de Seguridad de la Provincia de Salta durante la primera mitad del mandato del gobernador Gustavo Sáenz.

## Biografía
Juan Manuel es un militar recibido del Colegio Militar de la Nación en el año 1982. Se desempeñó como Jefe de la Vta Brigada de Montaña del Ejército Argentino, es Oficial de Estado Mayor y Licenciado en Estrategia y Organización. Posee una Especialización en Conducción y Gestión Estratégica. También es Paracaidista Militar y Montañés. Representó al país en tareas de formación con el Ejército de los Estados Unidos y en dos misiones de paz de las Naciones Unidas, Croacia en 1993 y Chipre en el 2000.
En 2019 y con la llegada de Gustavo Sáenz a la gobernación de Salta, Pulleiro es convocado para estar al frente de la cartera de seguridad. La relación del coronel retirado con Sáenz se remonta a la gestión municipal, ya que una vez que Pulleiro dejó la carrera militar, ocupó un cargo dentro de la municipalidad para encargarse del mantenimiento de las plazas.
Al asumir Pulleiro fue criticado por organizaciones de derechos humanos debido a declaraciones negacionistas acerca de la última dictadura militar y del terrorismo de Estado que se vivió en la Argentina en la década del '70 y principios de los '80.
También fue cuestionado cuando con la imposición del Aislamiento Obligatorio, se sucedieron cientos de denuncias contra la Policía por casos de violencia institucional. Sin embargo ninguna de esas situaciones fueron consideradas por Sáenz para desplazarlo.
En el desempeño de su cargo incluso fue imputado tras los hechos ocurridos en la vigía en los pies del monumento a Güemes donde con restricciones sanitarias vigentes un grupo numeroso de militantes partidarios del kirchnerismo pasó al acto sin respetar los protocolos correspondientes y con la autorización del ministerio cuando dicho acto era cerrado al público y con protocolos sanitarios. Valoraron los fiscales penales Ramiro Ramos Ossorio y Facundo Ruiz de los Llanos, que el ministro de Seguridad de la Provincia, habría inobservado los deberes funcionales a su cargo, al autorizar deliberadamente el quebranto de las normas sanitarias vigentes en el territorio provincial, no sólo por no ejecutar aquellos actos inherentes a su cartera, sino también por no impartir las directivas atinentes a la situación irregular en curso al personal policial ubicado en el lugar, y cuya subordinación operativa les impedía actuar sin mediar las órdenes correspondientes.
Pero los impactantes casos de octubre de 2021, como el asesinato de un mantero en el Parque San Martín, la pareja asesinada que apareció en la circunvalación oeste con connotaciones mafiosas, y los dos últimos femicidios, uno protagonizado por un policía, y otro sufrido por una adolescente que debía contar con consigna policial, terminaron empujando la salida del ministro que presentó su renuncia el 25 de octubre de 2021.